# ナイトコア
ナイトコア（英: Nightcore）とは、波形編集ソフトウェアを用いて、原曲のテンポを高速化させ、場合によっては意図的にピッチも上げて作られた、リミックスを指す音楽ジャンルである。2002年にノルウェーのDJチーム・ナイトコアが、学校の課題として原曲のテンポ・ピッチを上げた、トランスやユーロダンスのリミックス・トラックCDを制作したことが発祥である。ナイトコアは、2000年代中程からDJチーム・ナイトコア以外の人々が制作したナイトコア・リミックスの楽曲が、音楽ジャンル・ナイトコアの楽曲としてLimeWire・YouTubeなどにアップロードされ、音楽ジャンルとして確立していった。トランス、テクノ、ユーロダンスなどの音楽ジャンルと、ナイトコアの雰囲気は類似している。

## 語源
ナイトコアという言葉は元々はノルウェーの2人の学生DJ、トーマス・S・ニルセン（DJ TNT）とステファン・オハラ・ソデルホルム（DJ SOS）のDJチーム名である。この名前は「僕たちは夜（night）の中心（core）で、夜を通して踊り続ける」ということを意味して、彼らはウェブサイトのタイトルを「Nightcore is Hardcore」としていた。また、ハードコアに影響されたり、ハードコアから派生した音楽文化・音楽ジャンルはハードコアの略称「コア」を末尾に引用することがあり、ナイトコアもコアを末尾に引用した名前になっている。

## 歴史

### DJチーム『ナイトコア』
トーマス・S・ニルセンとステファン・オハラ・ソデルホルムは、ドイツのバンドグループScooterのハードコア曲であるNessajaとRamp! (The Logical Song)のボーカルピッチを変更したトランスミュージックに影響を受けており、15、6才の頃からピッチを上げたリミックスを楽しんでいた。彼らがナイトコアとしてピッチを上げるリミックス手法を使ったのは、2002年に学校の課題で使ったのが発端である。彼らは単位を取得するために13曲のリミックス・トラックをCDアルバムEnergizedにまとめた。彼らはピッチ変更したリミックスを自発的にインターネットにアップロードすることは考えておらず、ここで制作したトラックは2枚だけのCDを作って、それを欲しがった友人にプレゼントしただけだった。ナイトコアが制作したCDは全部で5枚で、2002年の1stアルバムEnergizedに加えて、Summer Edition  2002、L'hiver、Sensación、Calienteがある。これらのCDも友人やDJ仲間に個人的に販売しただけで、一般に販売・公開することはなかった。最初のCDの制作ソフトウェアは音楽編集ソフトウェアeJayであることを公表しているが、その他のCDの制作ソフトウェアはトップ・シークレットとしている。
2006年に初めてDJチーム・ナイトコアとしてYouTubeにDam Dadi Dooのリミックスをアップロードした。また、2008年にYouTuberのMaikel631はDJチーム・ナイトコアのウェブサイトで公開されていた約20曲の楽曲をYouTubeにアップロードした。

### 音楽ジャンル「ナイトコア」の確立
DJチーム・ナイトコアのYouTuber活動を前後して、2000年代中程にLimeWireやYouTubeで「Nightcore」を検索すると、原曲のピッチを上げた楽曲がヒットしていた。この時、「Nightcore」はDJチーム・ナイトコアの制作したリミックスではなく、ピッチ変更したリミックスの音楽ジャンルのラベルとして使われていた。音楽ジャンルとしてのナイトコアは誰でも簡単な波形編集ソフトウェアを使って制作することができた。2000年代後半には多くの人たちがそれに気付いていており、原曲のピッチを上げた楽曲を音楽ジャンル・ナイトコアと分類して、ナイトコアの言葉が利用されるようになった。
例えばoShyGuyzo（Nightcore II）やNasinocinesinoは音楽ジャンル・ナイトコアのファン・レイバーを制作していた。YouTuberのMaikel631は2009年にはYouTuberにアップロードされていた、DJチーム・ナイトコアが制作したものではない音楽ジャンル・ナイトコアのリミックスをプレイリストにまとめた。
楽曲加工を専門職とするDJの操作・制作したダンス・ミュージックから一般化した音楽ジャンルにはヴェイパーウェイヴやパラパラなどがあり、コンピュータの処理能力向上に伴って波形編集が手軽になった2000年代以降から、電子音楽の分野で専門職ではない人たちが制作するUGCが登場している。

## 特徴

### リミックス手法
ナイトコアは原則として原曲が存在しており、その原曲を波形編集ソフトウェアで加工したリミックスであるという特徴を持つ。リミックスの加工は主に原曲の再生速度を数十%速くして、テンポとピッチを上げている。加工内容に明確な定義はないものの、テンポはおおよそ160 BPMから180 BPMになるよう再生速度を調整することが目安となっている。このテンポは一般的なトランスやテクノより一回りアップテンポであり、ダンス・ミュージックとしても高速な部類である。主旋律の音域は、高音の女性ボーカルになるよう調整されることが普通である。なお、再生速度を速くすると、その分だけ自然にピッチも上がる。しかし、再生速度を上げたことによる自動的なピッチの上昇に加えて、さらにピッチを意図的に上げることによって、仮に原曲が低音の男性ボーカルであっても、女性ボーカルに聞こえるように加工されている。中には主旋律の音域を非常に高く上げたために、ヒトのボーカルでは自然に歌うのが難しく、ボーカロイドでないと歌えないような高音域の主旋律に加工されている作品も存在する。なお、以上のようなナイトコア・リミックスに加工することは、Nightcored（ナイトコア化する）のように動詞で表現されることもある。

### ディスクジャケット
ナイトコアはアニメとも関係付けられており、ナイトコア・リミックス・トラックCDのディスクジャケット・カバーはアニメの画像が描かれることが多い。原曲のディスクジャケットの画像には著作権があり、その画像をそのまま転用すると著作権違反で訴えられる、もしくは音楽・動画共有サイトから削除されるため、それらのリスクを回避する目的もある。音楽・動画共有サイトに曲をアップロードしてCDのようなディスクジャケットがない場合は、サムネイルや動画にディスクジャケットに描かれる画像が配置されている。このようなことは現在ではファンの間では一般的とされている。

## 派生ジャンル

### ナイトステップ
ナイトステップ（英: Nightstep）とは、ナイトコア・リミックスにダブステップ・リミックスを加えた、ナイトコアおよびダブステップのサブジャンルにあたる音楽ジャンルである。ダブステップは1990年代後半のイギリスのロンドンで発祥した音楽ジャンルで、ダブ・2ステップ・ドラムンベースの特徴を持ったクラブミュージックである。ナイトステップは、ナイトコア・リミックスの特徴であるピッチの増加と、ダブステップの特徴であるクラブミュージックを融合させた、ナイトコアのサブジャンルである。ナイトステップとナイトコアの違いは、ダブステップに特徴付けされているかどうかの点にある。

### アンチ・ナイトコア
アンチ・ナイトコア（英: Anti-nightcore）とは、その名の通り、ナイトコアの反対に、原曲のテンポを低速化させて、ピッチを落としたリミックスを指す音楽ジャンルである。したがって、アンチ・ナイトコアの楽曲は、主旋律の音域が低く、テンポも遅い。アンチ・ナイトコアは音楽ジャンルとして定義は可能であるが、ナイトコアに比べてその楽曲の数は少ない。ナイトコアの楽曲を制作する時に、制作者が調整中に速度を上げる代わりに、速度を落としてアンチ・ナイトコアの楽曲は出来上がることはあるものの、それが公開されることは稀である。